# Chelonus mysticorum
Chelonus mysticorum är en stekelart som beskrevs av Henry Lorenz Viereck 1917. Chelonus mysticorum ingår i släktet Chelonus och familjen bracksteklar. Inga underarter finns listade i Catalogue of Life.